# Bruchidius montisustis
Bruchidius montisustis is een keversoort uit de familie bladkevers (Chrysomelidae). De wetenschappelijke naam van de soort werd in 1985 gepubliceerd door Van tonder.